# Godljevo
Godljevo (cyr. Годљево) – wieś w Serbii, w okręgu zlatiborskim, w gminie Kosjerić. W 2011 roku liczyła 257 mieszkańców.